# Desoxycytidinemonofosfaat
Desoxycytidinemonofosfaat of dCMP is een desoxyribonucleotide die is opgebouwd uit het nucleobase cytosine, het monosacharide desoxyribose en een fosfaatgroep. Het kan worden gevormd door de hydrolyse van desoxycytidinedifosfaat (dCDP), dat op zijn beurt is gevormd door hydrolyse van desoxycytidinetrifosfaat (dCTP).
Desoxycytidinemonofosfaat is, naast de andere monofosfaat-desoxyribonucleotiden, een van de bouwstenen van het DNA. Het vormt daarin waterstofbruggen met desoxyguanosinemonofosfaat (dGMP).